# Annunciazione (Botticelli Glasgow)
L'Annunciazione è un dipinto a tempera su tavola (49,5 × 58,5 cm) di Sandro Botticelli, databile al 1490 circa e conservato nella Kelvingrove Art Gallery and Museum di Glasgow.
Sul retro della tavola è presente una nota che segnala la sua provenienza dalla chiesa fiorentina di San Barnaba.
L'ambiente è scandito dalla successione delle colonne e dei quadri sul pavimento, che servono anche a evidenziare lo schema prospettico.
È comunque importante sottolineare che analizzando la griglia prospettica utilizzata dal Botticelli questa non è corretta rispetto alle diagonali, rivelando quindi l'artificio prospettico utilizzato dall'autore.